# Илинден (Софийска област)
Илинден е село в Западна България. Намира се в Община Мирково, Софийска област. Разположено е в Югозападен планов регион на България.
Населението на Илинден наброява приблизително 7 човека към 31 декември 2013 г.